# Mr. Skygack, from Mars

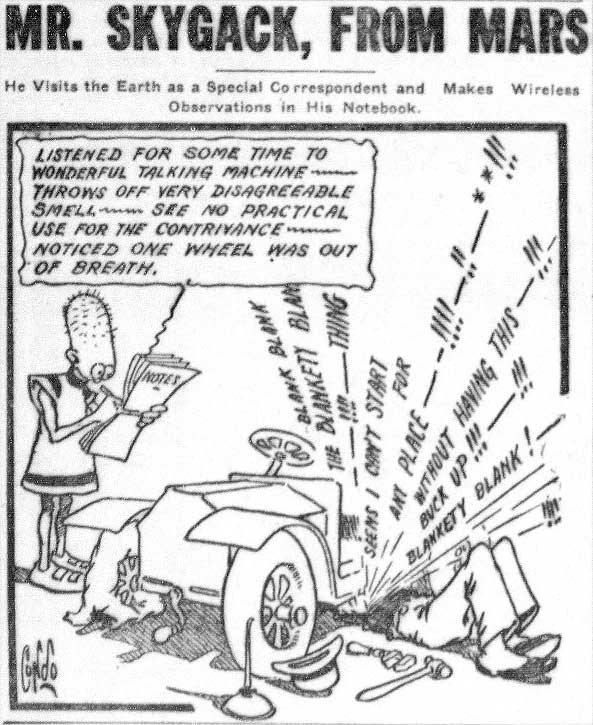
La vignetta del 18 ottobre 1907 di Mr. Skygack, from Mars

Mr. Skygack, from Mars è stato un fumetto satirico del cartoonist A.D. Condo, pubblicato nel Chicago Day Book, un giornale gratuito distribuito ai lavoratori a Chicago, dal 1907 al 1917 in circa 400 strisce e singole vignette.

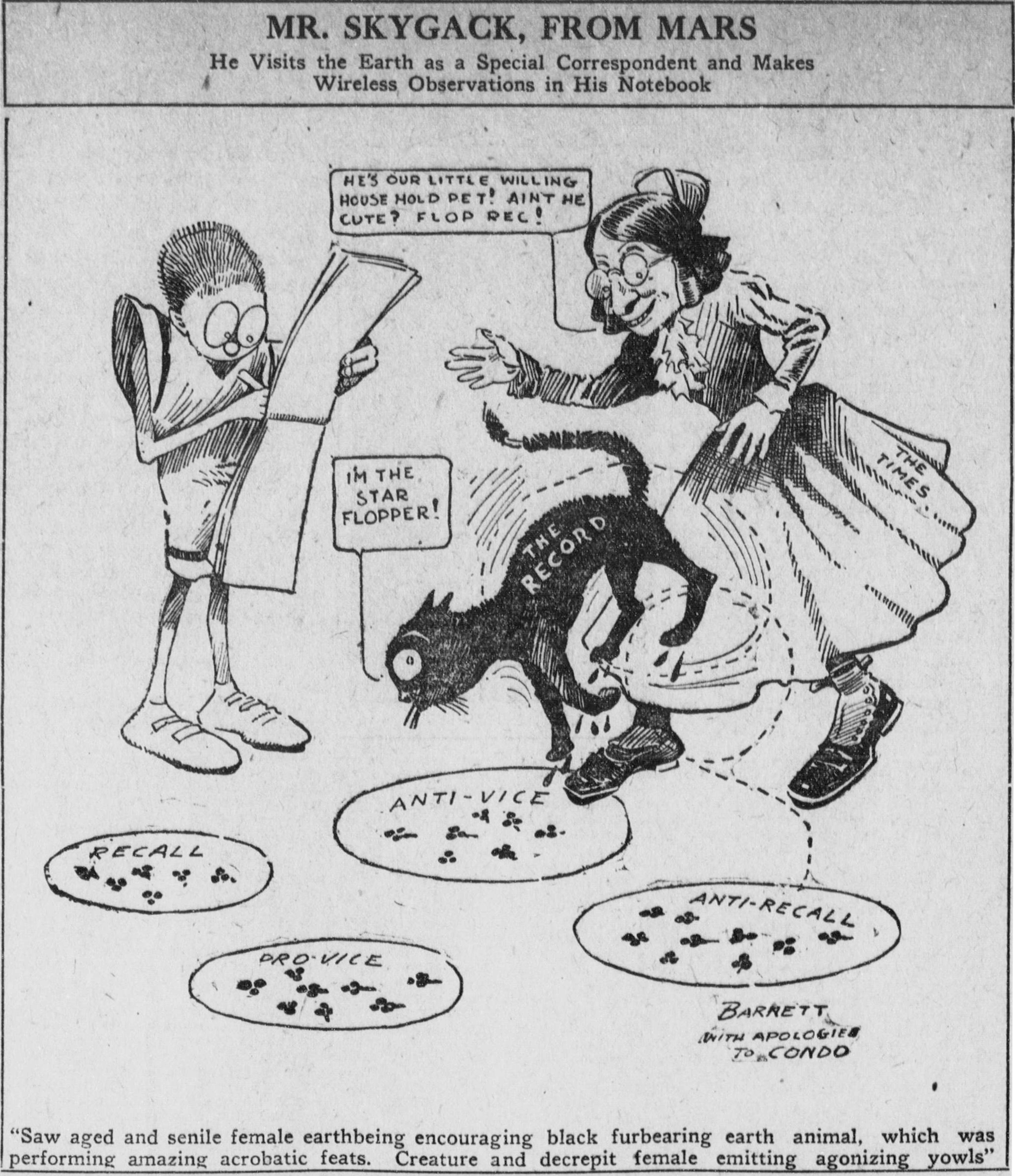
Vignetta del 16 marzo 1909

Il fumetto seguiva il personaggio del titolo, il Signor Skygack, un marziano, nella sua missione di studiare gli umani sulla Terra. I fraintendimenti comici del Signor Skygack riguardo agli affari terrestri davano a Condo l'opportunità di commentare e criticare le norme sociali.
Mr. Skygack, from Mars è considerato uno dei primissimi fumetti di fantascienza, mostrando il secondo personaggio fantascientifico nella storia del fumetto (dopo i Marsoozalums del 1901). Diede inoltre origine alla prima testimonianza di cosplay fantascientifico quando il giornale riportò la notizia che un certo William Fell aveva partecipato a una mascherata nel 1908 con un costume da Mr. Skygack, vincendo un premio.